# Reince Priebus
Reince Priebus, właśc. Reinhold Richard Priebus (ur. 18 marca 1972) – amerykański prawnik i polityk związany z Partią Republikańską. W latach 2007–2011 pełnił funkcję przewodniczącego Partii Republikańskiej w stanie Wisconsin. W 2011 roku został wybrany na Przewodniczącego Komitetu Krajowego Partii Republikańskiej (RNC). Reelekcję na to stanowisko uzyskał również w 2013 i 2015 roku. W czasie jego rządów Republikanie przejęli kontrolę nad Senatem (2014), a w 2016 roku na prezydenta wybrany został kandydat tej partii – Donald Trump.
Wkrótce po wyborze Trumpa ogłoszono, że w nowej administracji, Priebus będzie pełnił funkcję szefa personelu Białego Domu (White House Chief of Staff). Oficjalnie objął ją w dniu inauguracji prezydenta Trumpa - 20 stycznia 2017 roku. Zakończył pracę na stanowisku 31 lipca 2017 roku.